# Phryneta bulbifera
Phryneta bulbifera là một loài bọ cánh cứng trong họ Cerambycidae.